# Kanino
Kanino (macedónul: Канино) település Észak-Macedóniában, a Pelagonijai körzet Bitolai járásában.

## Népesség
| Lakosok száma | 248  | 256  | 249  | 276  | 268  | 184  | 127  | 111  | 104  |
|               | 1948 | 1953 | 1961 | 1971 | 1981 | 1991 | 1994 | 2002 | 2021 |

2002-ben 111 lakos volt, melyből 107 macedón, 2 szerb, 2 egyéb.